# Чемпионат Европы по лёгкой атлетике в помещении 1981 — толкание ядра (женщины)
Соревнования по толканию ядра у женщин на чемпионате Европы по лёгкой атлетике в помещении в Гренобле прошли 21 февраля 1981 года во Дворце спорта.
Действующей зимней чемпионкой Европы в толкании ядра являлась Гелена Фибингерова из Чехословакии.

## Рекорды
До начала соревнований действующими были следующие рекорды в помещении.
| Высшее мировое достижение        | Гелена Фибингерова (Чехословакия) | 22,50 м | Яблонец-над-Нисоу, Чехословакия | 19 февраля 1977 |
| Рекорд Европы                    | Гелена Фибингерова (Чехословакия) | 22,50 м | Яблонец-над-Нисоу, Чехословакия | 19 февраля 1977 |
| Рекорд чемпионатов Европы        | Гелена Фибингерова (Чехословакия) | 21,46 м | Сан-Себастьян, Испания          | 13 марта 1977   |
| Лучший результат сезона в мире   | Гелена Фибингерова (Чехословакия) | 21,27 м | Яблонец-над-Нисоу, Чехословакия | 7 февраля 1981  |
| Лучший результат сезона в Европе | Гелена Фибингерова (Чехословакия) | 21,27 м | Яблонец-над-Нисоу, Чехословакия | 7 февраля 1981  |

## Расписание
| Дата            | Раунд соревнований |
| --------------- | ------------------ |
| 21 февраля 1981 | Финал              |

Время местное (UTC+2)

## Медалисты
| Золото             | Серебро                         | Бронза               |
| Илона Слупянек ГДР | Гелена Фибингерова Чехословакия | Хельма Кноршайдт ГДР |

## Результаты
Обозначения: WB — Высшее мировое достижение | ER — Рекорд Европы | CR — Рекорд чемпионатов Европы | NR — Национальный рекорд | WL — Лучший результат сезона в мире | EL — Лучший результат сезона в Европе | PB — Личный рекорд | SB — Лучший результат в сезоне | DNS — Не вышла в сектор | NM — Без результата | DQ — Дисквалифицирована

Основные соревнования в толкании ядра у женщин прошли 21 февраля 1981 года. Медали разыграли 10 спортсменок. В очередном очном противостоянии Илоны Слупянек и Гелены Фибингеровой верх взяла представительница Восточной Германии. Действующая чемпионка и лидер сезона, Фибингерова осталась с серебряной медалью. Занявшая 4-е место с попыткой на 18,50 м Нуну Абашидзе из СССР была впоследствии дисквалифицирована в связи с применением допинга.
| Место | Атлет              | Гражданство    | Результат | Примечания |
| ----- | ------------------ | -------------- | --------- | ---------- |
| 1     | Илона Слупянек     | ГДР            | 20,77 м   |            |
| 2     | Гелена Фибингерова | Чехословакия   | 20,64 м   |            |
| 3     | Хельма Кноршайдт   | ГДР            | 20,12 м   |            |
| 4     | Венисса Хед        | Великобритания | 17,65 м   | NR         |
| 5     | Султана Саруди     | Греция         | 17,44 м   | PB         |
| 6     | Туула Киви         | Финляндия      | 16,77 м   |            |
| 7     | Леон Бертимон      | Франция        | 16,59 м   |            |
| 8     | Энджела Литтлвуд   | Великобритания | 16,50 м   |            |
| 9     | Симона Креантор    | Франция        | 15,98 м   |            |
| 10 !  | Нуну Абашидзе      | СССР           | DQ        |            |